# Der Llano in Flammen
Der Llano in Flammen (span. El Llano en llamas) ist eine Sammlung von Kurzgeschichten des mexikanischen Schriftstellers Juan Rulfo.  Sie wurde 1953 erstmals zusammenhängend auf Spanisch veröffentlicht und erschien 1964 auf Deutsch in einer Übersetzung von Mariana Frenk-Westheim.  Die zwei Kurzgeschichten Der Tag, an dem es gebebt hat und Das Erbe der Matilde Arcángel waren noch nicht in den ersten Ausgaben der Sammlung enthalten und wurden erst später hinzugefügt.  Auch wurde die Erzählung Paso del Norte in einigen Ausgaben weggelassen.  Verschiedene Erzählungen des Bandes erschienen bereits zuvor in den Zeitschriften América und Pan, wo sie zusammen mit Fotografien des Autors abgedruckt wurden.

## Inhalt
Die Sammlung enthält folgende Kurzgeschichten:
- Macario.
- Man hat uns Land gegeben (span. Nos han dado la tierra).
- Wir sind ja sehr arm (span. Es que somos muy pobres).
- Der Mann (span. El hombre).
- Bei Tagesanbruch (span. En la madrugada).
- Talpa.
- Der Llano in Flammen (span. El Llano en llamas).
- Sag ihnen, sie sollen mich nicht töten (span. ¡Diles que no me maten!)
- Luvina.
- Die Nacht, da man ihn allein ließ (span. La noche que lo dejaron solo).
- Das Erbe der Matilde Arcángel (span. La herencia de Matilde Arcángel).
- Erinnere dich! (span. Acuérdate).
- Hörst du die Hunde nicht bellen? (span. No oyes ladrar los perros).
- Anacleto Morones.
- Der Tag, an dem es gebebt hat (span. El día del derrumbe).
- Die Halde  der Gevatterinnen (span. La Cuesta de las Comadres).
- Paso del Norte.

## Zitate zum Werk
- Ich kenne keine Erzählung, die perfekter konstruiert, bewegender und herzlicher wäre. Es ist schwer, eine Erzählung zu finden, in der sich das Gefühl, die Intelligenz und der Ausdruck zu einer literarischen Heldentat vereinen. — Elias Canetti über Sag ihnen, sie sollen mich nicht töten.[1]
- Einen Tag nach Pedro Páramo las ich Der Llano in Flammen, und meine Bewunderung hielt an.  Viel später, im Wartezimmer einer Arztpraxis, fand ich eine Zeitschrift mit einem weiteren ausgelassenen Meisterwerk: Das Erbe der Matilde Arcángel.  Den Rest dieses Jahres konnte ich keinen anderen Autor mehr lesen, weil mir alle anderen zu gering erschienen. — Gabriel García Márquez[2]
- Mit diesen beiden Büchern wurde Juan Rulfo zu einer Legende. — Jean-Marie Gustave Le Clézio über Pedro Páramo und Der Llano in Flammen.[3]